# The Tale of a Hat (film 1913)
The Tale of a Hat è un cortometraggio muto del 1913 diretto da Al Christie e interpretato dalla coppia comica Eddie Lyons e Lee Moran.

## Produzione
Il film fu prodotto dalla Nestor Film Company.

## Distribuzione
Distribuito dalla Motion Picture Distributors and Sales Company, il film - un cortometraggio di 150 metri - uscì nelle sale cinematografiche statunitensi il 18 luglio 1913.
Nelle proiezioni, veniva programmato con il sistema dello split reel, accorpato in un'unica bobina con un altro cortometraggio della Nestor, la commedia When His Courage Failed.